# Phù Cát
Phù Cát là một huyện ven biển thuộc tỉnh Bình Định, Việt Nam.

## Địa lý
Huyện Phù Cát nằm ở phía đông của tỉnh Bình Định, có vị trí địa lý:
- Phía đông giáp Biển Đông
- Phía tây giáp huyện Tây Sơn và huyện Vĩnh Thạnh
- Phía nam giáp thị xã An Nhơn, huyện Tuy Phước và thành phố Quy Nhơn
- Phía bắc giáp huyện Phù Mỹ và huyện Hoài Ân.

Theo thống kê năm 2019, huyện có diện tích 679 km², dân số là 183.440 người, mật độ dân số đạt 270 người/km².
Các dân tộc trên địa bàn huyện chủ yếu là người Kinh, một số ít là người Ba Na.

## Hành chính
Huyện Phù Cát có 18 đơn vị hành chính cấp xã, bao gồm 3 thị trấn: Ngô Mây (huyện lỵ), Cát Khánh, Cát Tiến và 15 xã: Cát Chánh, Cát Hải, Cát Hanh, Cát Hiệp, Cát Hưng, Cát Lâm, Cát Minh, Cát Nhơn, Cát Sơn, Cát Tài, Cát Tân, Cát Thắng, Cát Thành, Cát Trinh, Cát Tường.

## Lịch sử
Sau năm 1975, huyện Phù Cát thuộc tỉnh Nghĩa Bình, gồm 11 xã: Cát Chánh, Cát Hanh, Cát Hiệp, Cát Khánh, Cát Minh, Cát Nhơn, Cát Sơn, Cát Tài, Cát Thắng, Cát Trinh, Cát Tường.
Ngày 24 tháng 3 năm 1979, chia xã Cát Trinh thành 2 xã Cát Trinh và Cát Tân.
Ngày 29 tháng 10 năm 1983, chia xã Cát Hiệp thành hai xã lấy tên xã Cát Hiệp và xã Cát Lâm; chia xã Cát Thắng thành hai xã lấy tên xã Cát Thắng và xã Cát Hưng; chia xã Cát Chánh thành hai xã lấy tên xã Cát Chánh và xã Cát Tiến; chia xã Cát Khánh thành hai xã lấy tên xã Cát Khánh và xã Cát Thành; tách các thôn Tân Thành, Vĩnh Hội của xã Cát Chánh và các thôn Tân Thắng, Chánh Oai của xã Cát Khánh để thành lập xã Cát Hải.
Ngày 12 tháng 3 năm 1987, thành lập thị trấn Ngô Mây, thị trấn huyện lỵ huyện Phù Cát trên cơ sở tách một phần diện tích và dân số của các xã Cát Trinh và Cát Tân.
Năm 1989, huyện Phù Cát thuộc tỉnh Bình Định vừa tái lập.
Ngày 1 tháng 2 năm 2021, thành lập thị trấn Cát Tiến trên cơ sở toàn bộ diện tích và dân số của xã Cát Tiến.
Ngày 24 tháng 10 năm 2024, Ủy ban Thường vụ Quốc hội ban hành Nghị quyết số 1257/NQ-UBTVQH15 về việc sắp xếp đơn vị hành chính cấp xã của tỉnh Bình Định giai đoạn 2023–2025 (nghị quyết có hiệu lực từ ngày 1 tháng 12 năm 2024). Theo đó, thành lập thị trấn Cát Khánh trên cơ sở toàn bộ xã Cát Khánh.
Huyện Phù Cát có 3 thị trấn và 15 xã như hiện nay.

## Xã hội

### Giáo dục
Các trường THPT gồm:
- THPT số 1 Phù Cát
- THPT số 2 Phù Cát
- THPT số 3 Phù Cát
- THPT Nguyễn Hồng Đạo
- THPT Nguyễn Hữu Quang
- THPT Ngô Mây.
- THPT Ngô Lê Tân

## Giao thông
Có quốc lộ 1A và đường cao tốc Hoài Nhơn – Quy Nhơn đi qua. Phù Cát có sân bay Phù Cát, cách thành phố Quy Nhơn 35 km về phía Bắc.